# (9448) Donaldavies
(9448) Donaldavies est un astéroïde de la ceinture principale.

## Description
(9448) Donaldavies est un astéroïde de la ceinture principale. Il fut découvert le 5 juin 1997 à Kitt Peak par le projet Spacewatch. Il présente une orbite caractérisée par un demi-grand axe de 2,72 UA, une excentricité de 0,03 et une inclinaison de 3,7° par rapport à l'écliptique.

## Compléments